# 유맹 (부양후)
유맹(劉萌, ? ~ ?)은 전한 말기의 제후로, 동평사왕의 아들이다.

## 생애
영시 3년(기원전 14년), 부양후(富陽侯)에 봉해졌다.
부양후 맹 22년(9년), 전한이 멸망하여 작위가 박탈되었다.

## 출전
- 반고, 《한서》 권15하 왕자후표 下

| 선대 (첫 봉건) | 전한의 부양후 기원전 14년 3월 경신일 ~ 기원후 9년 | 후대 (전한 멸망) |